# Jerzy Pryma
Jerzy Pryma (ur. 27 września 1909 w Ciszkach w województwie lwowskim, zm. 23 marca 1983 w Łodzi) – polski działacz komunistyczny, poseł na Sejm PRL I, IV i V kadencji, I sekretarz Komitetów Wojewódzkich PZPR w Szczecinie, Krakowie, Warszawie i Łodzi.

## Życiorys
Syn Jana i Ewy. Od 1924 działacz Związku Młodzieży Komunistycznej, a od 1928 Komunistycznej Partii Zachodniej Ukrainy. Był członkiem Komitetu Dzielnicowego, Komitetu Miejskiego, Wydziału Zawodowego i Centralnego Wydziału Wojskowego KPZU oraz sekretarzem Komitetu Okręgowego KPZU w Tarnopolu. W 1943 był zastępcą przewodniczącego Komitetu Obwodowego Związku Patriotów Polskich w Swierdłowsku, a następnie od listopada 1943 do 1946 przewodniczący Komitetu Republikańskiego ZPP w Kijowie. Od 1944 należał do Polskiej Partii Robotniczej, z którą w 1948 przystąpił do Polskiej Zjednoczonej Partii Robotniczej. W latach 1946–1949 był starszym inspektorem Wydziału Organizacyjnego Komitetu Centralnego PPR oraz Komitetu Centralnego PZPR. Od października 1949 do listopada 1951 I sekretarz Komitetu Wojewódzkiego PZPR w Szczecinie, następnie I sekretarz KW PZPR w Krakowie do lutego 1953. W marcu 1954 na II Zjeździe PZPR został zastępcą członka KC. Od lutego 1953 do września 1955 pełnił funkcję I sekretarza KW PZPR w Warszawie, następnie I sekretarz KW PZPR w Łodzi do listopada 1956. W latach 1952–1956 i 1965–1972 był posłem na Sejm PRL. W międzyczasie pełnił przez kilka lat (na przełomie lat 50. i 60.) funkcję zastępcy przewodniczącego prezydium Wojewódzkiej Rady Narodowej w Łodzi.
Pochowany na cmentarzu Doły w Łodzi.

## Odznaczenia
- Order Sztandaru Pracy I klasy[2]
- Order Sztandaru Pracy II klasy
- Krzyż Komandorski Orderu Odrodzenia Polski
- Srebrny Krzyż Zasługi
- Odznaka 1000-lecia Państwa Polskiego (1966)[3]